# 卢昌海
卢昌海（1971年—），物理学博士，科普作家。

## 生平
1990年就读于复旦大学，1994年前往美国哥伦比亚大学物理系攻读博士，2000年获博士学位，转行进入IT行业。2002年9月，写了第一篇科普文章《Wormhole：遥远的天梯》。2003年10月第一次在平面媒体《科学画报》发表科普文章《生命传输机》。2007年开始创作《寻找太阳系的疆界》，连载于《中学生天地》。之后又创作了姊妹篇《太阳的故事》。

## 著作
- 《那颗星星不在星图上：寻找太阳系的疆界》
- 《从奇点到虫洞：广义相对论专题选讲》
- 《黎曼猜想漫谈：一场攀登数学高峰的天才盛宴》
- 《上下百亿年：太阳的故事》
- 《因为星星在那里：科学殿堂的砖与瓦》
- 《霍金的派对：从科学天地到数码时代》
- 《泡利的错误：科学殿堂的花和草》
- 《我的“微言小义”》
- 《经典行星的故事》
- 《小楼与大师：科学殿堂的人和事》
- 《时空的乐章——引力波百年漫谈》

## 荣誉和评价
- 中国科学院院士、数学家王元评价《黎曼猜想漫谈》说：“关于数学的阐述是严谨的，数学概念是清晰的。”[1]
- 北京大学物理学院教授秦克诚评价《寻找太阳系的疆界》和《太阳的故事》说：“作者掌握了非常丰富的物理学史和天文学史的细节……介绍得比我读过的任何其他天文学史书籍都更详细。”[1]
- 《黎曼猜想漫谈》于2014年获第七届吴大猷科普奖金签奖。
- 《小楼与大师：科学殿堂的人和事》获“2014中国好书”科普生活类第一名。